# Blasiu de Sebastia

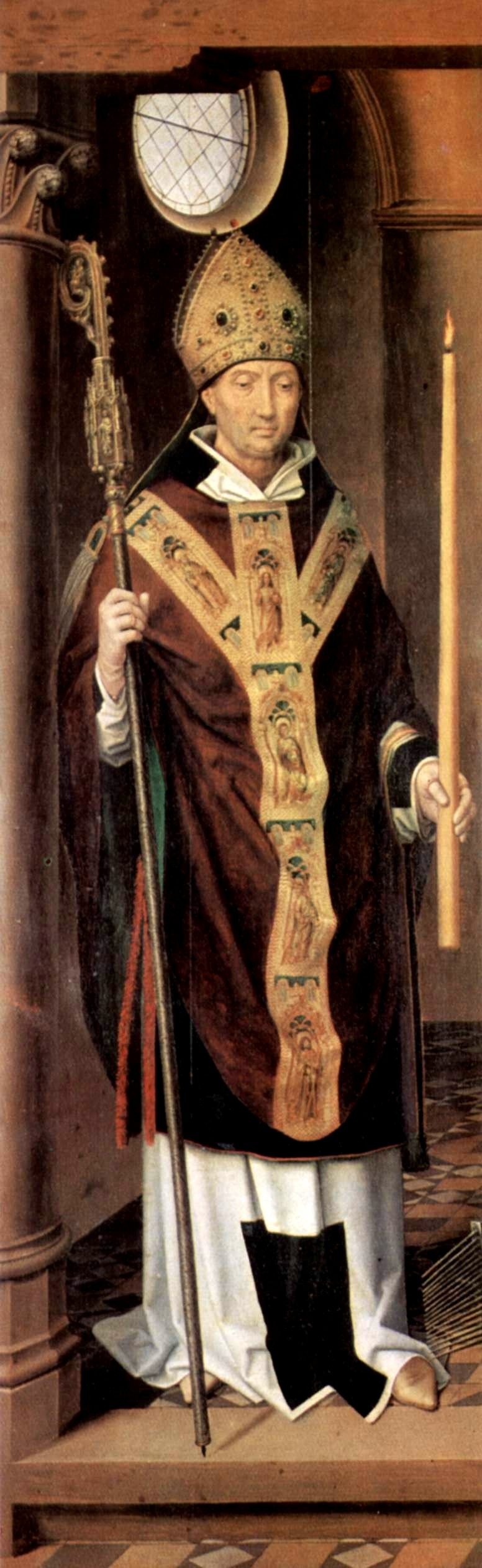
Sfântul Blasius, pictură de Hans Memling (1491)

Blasiu (în variantă latină Blasius, în variantă slavonă Vlasie) (n. secolul al III-lea d.Hr., Sivas, Turcia – d. 316 d.Hr., Sivas, Turcia) a fost un episcop în Sebasteia (Armenia Mare), astăzi Sivas în Turcia. Este sărbătorit ca sfânt în Biserica Catolică și în Biserica Ortodoxă. Numele în limba română ar putea fi Sfântul Valah din Sebasteia întrucât în albaneză și croată numele său înseamnă Valahul.
Moaștele sale au fost aduse în anul 855 în Sfântul Imperiu Roman și așezate în Mănăstirea St. Blasien, care a dat ulterior numele orașului Sankt Blasien din Baden-Württemberg. Blasiu de Sebastia este, de asemenea, patron al orașului Dubrovnik și patron al Bisericii St. Vlah din Scupia (Skopje), Macedonia.
În localitatea L'Hôpital-Saint-Blaise din Munții Pirinei există o biserică monument istoric din secolul al XII-lea, înscrisă pe lista patrimoniului UNESCO. Vechiul han medieval pentru pelerini, adiacent mănăstirii, a fost demolat ca urmare a Revoluției Franceze.
Numele municipiului Blaj este atestat din anul 1313 sub forma villa Blasii, satul lui Blasiu, în maghiară Balázsfalva.

## Sărbători
- în calendarul latin: 3 februarie;
- în calendarul bizantin: 11 februarie;
- în calendarul armean: prima zi de luni, marți, joi sau sâmbătă de după octava de Bobotează.